# Ciudad de Bradford
Bradford (/ˈbrædfərd/ⓘ) (City of Bradford) es una ciudad importante y un municipio metropolitano en Yorkshire Occidental (Inglaterra). Lleva el nombre de su mayor municipio, Bradford, pero cubre un área mucho más grande, que incluye las ciudades y pueblos de Keighley, Shipley, Bingley, Ilkley, Haworth, Silsden, Queensbury, Thornton y Denholme. 
El municipio metropolitano tiene una población de alrededor de 528.155 habitantes, lo que  lo que lo convierte en el cuarto distrito metropolitano más poblado y el sexto distrito de autoridad local más poblado de Inglaterra. Forma parte de la conurbación del área urbana de Yorkshire Occidental, que en 2011 tenía una población de 1.777.934, y es parte de la aglomeración urbana de Leeds-Bradford (LUZ), que, con una población de 2.393.300, es la cuarta más grande del Reino Unido después de Londres, Birmingham y Mánchester. Al estar cerca de Leeds, comparte con ella el Aeropuerto Internacional Leeds Bradford.
Bradford creció gracias a su excelencia en los oficios textiles de la Inglaterra del siglo XIX.
De este municipio es el Bradford City Football Club, que se convirtió en el primer club de fútbol inglés en ganar el actual trofeo de la FA Cup en 1911.
Las hermanas Brontë, Charlotte, Emily y Anne, así como su hermano Branwell, nacieron en el número 74 de Market Street, en Thornton, ahora en Bradford, antes de mudarse a la casa parroquial de Haworth, en el corazón de Brontë Country de West Yorkshire, donde escribieron una variedad de clásicos de la literatura inglesa, como Cumbres Borrascosas y Jane Eyre.